# برشاوشان بالاوي
برشاوشان بالاوي (الاسم العلمي:Adiantum palauense) هو نوع غير مؤكد من النباتات يتبع جنس البرشاوشان من الفصيلة الديشارية.